# Ангарский сор
Анга́рский сор (Верхне-Ангарский сор, Северо-Байкальский сор) — залив-сор в крайней северной части Байкала, в Северо-Байкальском районе Бурятии. Полузамкнутый водоём с особой экосистемой, отделённый от основной акватории озера островом Ярки и некоторыми другими островами-каргами. Восточная часть сора входит в Верхне-Ангарский государственный природный биологический заказник, созданный в 1979 году.

## География
Ангарский сор является мелководным заливом и включает в себя обширные дельты рек Верхняя Ангара и Кичера, отделённые от Байкала узким, протянувшимся на 11 км песчаным островом Ярки и другими островами (Миллионная Тонь и пр.) общей протяжённостью 17 км. С западной стороны остров Ярки отделён от материка рекой Кичерой. С восточной стороны остров Миллионная Тонь ограничен основным руслом Верхней Ангары, устье которой называется Дагарским.
По одной из версий, происхождение Ангарского сора схоже с происхождением залива Провал, который также находится на Байкале и образовался в результате опускания полосы побережья из-за землетрясения. В течение долгого времени всё это обширное пространство формировалось под воздействием течений впадающих в северную часть озера рек Верхняя Ангара и Кичера. Ил и песок, который приносят реки, постепенно образовали косу, отре́завшую залив от большой воды. Это довольно мелководная, местами заболоченная часть озера, где природные процессы протекают несколько по-иному, чем в большом Байкале.